# Lagartixa-de-carbonell
A lagartixa-de-carbonell (Podarcis carbonelli) é uma espécie de lagarto da família Lacertidae.
Encontra-se em Portugal e Espanha.
O seu habitat natural inclui florestas temperadas e costas arenosas.
Está ameaçada por perda de habitat.

## Fonte
- Sá-Sousa, P. & Pérez-Mellado, V. 2005.  Podarcis carbonelli.   2006 IUCN Red List of Threatened Species.   Acessado em 28 de Julho de 2007.
- Este artigo foi inicialmente traduzido, total ou parcialmente, do artigo da Wikipédia em inglês cujo título é «Podarcis carbonelli», especificamente desta versão.